# محسن محمد
محسن محمد (13 يناير 1928 - 24 مارس 2012) هو صحفي وكاتب ومؤرخ مصري.

## حياته
ولد فى 13 يناير سنة 1928 في مدينة الإسكندرية، وحصل على الابتدائية من مدرسة عباس الثاني، والثانوية العامة من مدرسة العباسية الثانوية، حصل على ليسانس وماجستير آداب قسم اللغة الإنجليزية من جامعة الإسكندرية عام 1954، حصل على الماجستير من المعهد العالى للعلوم الإجتماعية عام عام 1957، تزوج من الأعلامية والمذيعة هند أبو السعود.

## مسيرته
- بدايتة فى العمل الصحفى من خلال مجلة الأسبوع التي كان يصدرها جلال الدين الحمامصي سنة 1946، وكانت تنشر له فقرات صغيرة دون توقيع.[6]
- شكلت جريدة الزمان اليومية المسائية في 15 نوفمبر 1947 والتى أصدرت صحيفة «جورنال ديجيبت» مكتبها في الإسكندرية برئاسة محمد رشاد السيد، الذى اختار 3 من ألمع الصحفيين المصريين فيما بعد، هم: محسن محمد، وإسماعيل الحبروك، وعبدالمنعم السويفي، وأعطى رئيس المكتب لمحسن محمد، حيث أشرف على صفحة الإسكندرية في الجريدة التى كانت تنشر في الطبعة الأولى، ثم تعدل في الطبعة الثانية لتصبح «الدلتا والصعيد»، واستمر 5 سنوات كاملة لمع خلالها اسمه في سماء الصحافة، وفي تلك الفترة كان يكتب فى «آخر ساعة» و«أخبار اليوم» بنظام القطعة.[7]
- عندما صدرت صحيفة «الأخبار» اليومية اختاره كامل الشناوي للعمل فيها، وكان الشناوي يهتم بالكفاءة الصحفية الجديدة ويعطيها كل الفرص، نقل للعمل فى الأخبار نهائياً حتى أبريل سنة 1956.[8]
- اختاره جلال الحمامصى فى منتصف عام 1956 للعمل فى وكالة أنباء الشرق الأوسط للعمل مندوبا متجولا فى الدول العربية ورئيس المراسلين بوكالة أنباء الشرق الأوسط ، فترك العمل فى «الأخبار»، لأن الحمامصي يعطي الفرص بلا حدود، غير أن الحمامصي ترك الوكالة، فأضطر محسن إلى الانتقال منها أثناء عمله كمراسل في المغرب، لخلاف حدث بينه وبين رئيس الوكالة الجديد كمال الدين الحناوي، فعمل سكرتيراً لجريدة الجمهورية.[9]
- نُقل من العمل فى الصحافة في 5 سبتمبر 1964، للعمل في التليفزيون، لكنه رفض العمل في التليفزيون، فنقلوه إلى شركة الإنتاج العالمي وظل بها 5 شهور فقط، ولم يستطع البقاء بعيداً عن الصحافة عاد إلى «أخبار اليوم»، والبداية من جديد، حيث عمل مندوبًا، وكان رأي مصطفى أمين وعلي أمين فيه أنه صحفي ممتاز، وطلبا منه الحضور للعمل فى المؤسسة، وكان خالد محيي الدين، رئيس مجلس إدارة المؤسسة في ذلك الوقت، وتم تعيينه، وفي فترة قصيرة وجيزة أصبح محسن يكتب 5 مقالات فى وقت واحد، منها 3 أو 4 دون توقيع، حيث كان يكتب «كلمة المحرر»، و«أنوار كاشفة»، و«الموقف السياسى» دون توقيع لغياب مصطفى أمين، بينما كان يوقع عموداً واحداً صغيراً، وجمع بين العمل في «الأخبار»، و«أخبار اليوم»، وأصبح نائبا لرئيس تحرير «الأخبار» ثم مديرا لتحرير الأخبار بمجلة آخر ساعة ، مديرا لتحريرها. ثم ترك العمل في الأخبار، - و[10][11]
- أصدر الرئيس الراحل أنور السادات قرارا بتعيينه رئيسًا لتحرير الجمهورية في مارس 1975، وفي مارس 1977 وأصبح رئيسًا لمجلس الإدارة ورئيسًا للتحرير[12]، ترك رئاسة التحرير في يونيو 1984، وتفرّغ للعمل رئيسًا لمجلس الإدارة.[13]
- أنتقل إلى جريدة المساء وظل يعمل بها حتي عاد أخبار اليوم
- كاتباً لليوميات في جريدة الاخبار وأيضاً في اخبار اليوم الصحيفة[14]
- كان من نجوم الإذاعة المصرية بين عامى 1949 و1977، فقد شارك في عدد كبير من البرامج، وكان يقدم حديثًا إذاعيًا أسبوعيًا، غير أنه توقف بسبب أعباء العمل في الجمهورية [15]
- عضو اتحاد الكتاب المصريين ،
- عضو اتحاد نقابة الصحفيين العرب .
- قام بنهضة وتطوير شامل لجريدة الجمهورية حيث أدخل الصفحات الاقتصادية والخدمية والاجتماعية في الصحيفة وكذلك الأبواب الخفيفة والمتخصصة وخلق تيارًا شبابيًا في الجريدة حتى أنه استطاع باقتدار شديد أن يرفع توزيع الجمهورية ليصل من 28 ألف نسخة إلى 880 ألف نسخة ومليون للعدد الأسبوعي ،وهو رقم قياسي في توزيع الجمهورية لم تشهده في تاريخها، بل وفي تاريخ الصحف المصرية عموماً، وجعلها لا تمد يديها للدولة، فلم يحصل على إعانات منذ توليه مسؤولية إدارتها، بعد أن كانت تشتهر بأنها الصحيفة المديونة للدولة ، واستطاع أن يدرّب جيلا كاملاً من الشباب يصل قوامه نحو 200 صحفي يمثلون الدم الجديد فى الأبواب التي أدخلها لأول مرة فى الصحافة المصرية، كما أنهم قاموا بمسح شامل لمشاكل المجتمع المصري في الريف والمدينة على السواء، ودخل كل القرى والحارات، وسجل متاعب كل المهن حتى مهنة الزبال، وكان أول من أدخل الصفحات الاقتصادية في مصر ، وأيضاً الخدمية، والاجتماعية، والمتخصّصة، وكان المواطن المصري العادى يجد نفسه صباح كل يوم في الصحيفة . اصبح هناك معنى حقيقى لقيمة العمل الصحفى من خلال رصد كل جنبات حياة الانسان المصرى - إذا كان مصطفى أمين رأى أن تأسيس صحيفة جديدة أفضل وأسهل من إحياء جريدة ميتة، محسن محمد كسر هذه القاعدة، لأنه كان يهتم بقضايا المواطن البسيط، وكان يؤمن بوجهة النظر التي تقول إنك كلما نشرت موضوعات تهم المواطن وتخدمه، فإن ذلك سبب مهم في زيادة التوزيع.فأصبح مطوّر «الجمهورية» المصرية - ترك الراحل تلاميذ في أكثر من مؤسسة صحفية، صاروا كتاباً كبار ورؤساء للتحرير فيما بعد - قد قرر البروفيسور شارل فيال تدريس كتابه " مصر فى قصص كتابها المعاصرين " على طلبته بالسوربون .

## مؤلفاته
صدر له العديد من المؤلفات منها وتوالت كتبه حتى قاربت الثلاثين كتاباً:
- أول كتاب صدر له عام 1954 هو «حكايات صحفية».
- «تاريخ مصر من خلال الوثائق السرية البريطانية والامريكية» أعتمد في مادته للكتاب بالوقوف علي تاريخ تلك المرحلة من خلال الوثائق السرية البريطانية والامريكية المحفوظة في دار الوثائق العامة في لندن والأرشيف الوطني في واشنطن وفى أستراليا استطاع السفر الى هناك للاطلاع والبحث، وكان له الفضل في إذاعة هذه الوثائق.
- مكنه كتاب «تاريخ مصر من خلال الوثائق السرية البريطانية والامريكية» من وضع العديد من المؤلفات منها :-

1. أوراق سقطت من التاريخ.
2. سنة من عمر مصر.
3. سرقة ملك مصر.
4. زوج مجرب.
5. أصول الحكم.
6. إنهم يقتلون الأدباء.

- دنيا الصحافة.
- الصحافة قصص ومغامرات.
- الإنسان حيوان تليفزيوني.
- تاريخ للبيع.
- سرقة واحة مصرية.
- عندما يموت الملك - فؤاد.
- من قتل حسن البنا.[17]
- أصول الحكم.
- التاريخ السري لمصر.
- أفندينا يبيع مصر.
- 5 أيام هزت مصر.
- رؤساء الوزارات.
- سعد زغلول مولد ثورة.
- التاريخ السرى لمصر» وغيرها من الكتب .